# یواس‌اس واسپ (۱۸۹۸)
یواس‌اس واسپ (۱۸۹۸) (به انگلیسی: USS Wasp (1898)) یک کشتی بود که طول آن ۱۸۰ فوت ۰ اینچ (۵۴٫۸۶ متر) بود. این کشتی در سال ۱۸۹۸ ساخته شد.